# Ambertoernooi
Het Ambertoernooi was een schaaktoernooi dat in de periode 1992-2011 jaarlijks in Monaco werd gehouden - al vonden de edities 2008-2010 in Nice plaats. Er namen twaalf schakers aan deel die door Joop van Oosterom uitgenodigd werden. Hij organiseerde dit toernooi voor de eerste keer in 1992 ter ere van de geboorte van zijn dochter Melody Amber en het werd daarna ieder jaar rond haar verjaardag gespeeld. Het toernooi was een traditie geworden. De deelnemers speelden iedere ronde een partij rapidschaak en een partij blindschaak tegen dezelfde tegenstander.
Joop van Oosterom was een van de oprichters van het softwarebedrijf Volmac, dat de gelijknamige schaakclub in Rotterdam een flink aantal jaren sponsorde. "Volmac" is achttien keer kampioen van Nederland geweest. Het bedrijf steunde ook nog andere schaakactiviteiten.

## 1992
Het toernooi werd voor het eerst gespeeld van 3 t/m 13 februari in Roquebrune-Cap-Martin, in twee turnussen rapidschaak. Viswanathan Anand won de eerste turnus ongeslagen met 8 uit 11, op de voet gevolgd door Vasyl Ivantsjoek met 7,5 punt. In de tweede turnus was Viktor Kortsjnoj de sterkste met 7 punten. Anand leed drie nederlagen en werd in de allerlaatste ronde ingehaald door Ivanchuk, die het toernooi won met 14 uit 22. Anand eindigde als tweede met 13,5 punt, terwijl Anatoli Karpov, Viktor Kortsjnoj en Ljubomir Ljubojević met 12,5 punt de derde plek deelden. Opvallend was de deelname van de 15-jarige Judit Polgár, die de 10e plaats deelde.

## 1993
Het tweede toernooi werd van 26 maart t/m 7 april verspeeld. Plaats van handeling was met ingang van deze editie Le Métropole Palace te Monte Carlo.
Vanaf 1993 speelden de deelnemers behalve 1 partij rapidschaak op dezelfde dag ook een partij blindschaak tegen elkaar. Bovendien werd de fischerklok geïntroduceerd. Bij deze klok krijgen de spelers er vanaf een bepaald zettenaantal voor elke extra zet tijd bij. Viswanathan Anand en Anatoli Karpov toonden zich het sterkst in het blindschaak met 8,5 punt uit 11 partijen. In het rapidschaak was echter Ljubomir Ljubojević de baas met 7,5 punt, gevolgd door Vasyl Ivantsjoek met 7 punten. Ljubojević won het toernooi met 14,5 punt. Anand was tweede met 14 punten en Karpov, die tweemaal van Judit Polgár verloor, eindigde als derde met 13,5 punt.

## 1994
Van 26 maart t/m 7 april 1994 werd het toernooi voor de derde keer gehouden. Via monitors kon het publiek de partijen op de voet volgen.
Overtuigend winnaar van deze editie was Viswanathan Anand. Hij won samen met Vladimir Kramnik het rapidschaak met 9 punten uit 11 partijen, en zegevierde bovendien bij het blindschaak met 8 punten, een halfje meer dan Gata Kamsky en Vasyl Ivantsjoek. Anand kwam daarmee op een totaalscore van 17 punten. Tweede werd Kramnik met 16 punten, terwijl Ivantsjoek met 14,5 punten de derde plek opeiste.

## 1995
Het vierde toernooi vond plaats van 28 maart t/m 10 april 1995. Eindelijk kon niemand FIDE-wereldkampioen Anatoli Karpov van de zege afhouden. In het blindschaak scoorde hij maar liefst 10 punten uit 11 partijen, ver voor Viswanathan Anand en Vasyl Ivantsjoek met 7,5 punt. Dat was ruim voldoende om een doorsnee resultaat in het rapidschaak te compenseren, waarin deze keer Vladimir Kramnik met 8 punten het sterkst was, voor Anand met 7 punten. In de eindrangschikking stond Karpov op 16 punten, voor Anand met 14,5 punt en Ivantsjoek met 14 punten.

## 1996
Van 12 t/m 24 april 1996 werd het vijfde Amber-toernooi georganiseerd. Het blindschaak werd deze keer een prooi voor Vladimir Kramnik met 9 punten uit 11 partijen, gevolgd door Viswanathan Anand met 7,5 punt. In het rapidschaak waren Anand en Vasyl Ivantsjoek de baas met 7,5 punt. Eindwinnaar was niettemin Kramnik met 16 punten. Anand werd tweede met 15 punten en Ivantsjoek derde met 14,5 punt.

## 2003
Van 15 t/m 27 maart 2003 werd het toernooi voor de twaalfde keer gespeeld.
Vladimir Kramnik won het blindschaak met 8 punten. Aleksandr Morozevitsj eindigde met 7 punten op de tweede plaats en Viswanathan Anand werd met 7 punten derde. Jevgeni Barejev won het rapidschaak met 8 punten gevolgd door Anand met 7,5 punt terwijl Péter Lékó met 7,5 punt op de derde plaats eindigde. Winnaar van de combinatie werd Anand met 14,5 punt. Leko eindigde met 13,5 punt op de tweede plaats terwijl Morozevitsj met 13 punten derde werd.

## 2004
In 2004 werd het toernooi voor de dertiende keer gehouden. Peter Svidler was een debutant en Loek van Wely deed ook mee. De uitslag van de combinatie van beide toernooien: Aleksandr Morozevitsj en Vladimir Kramnik eindigden als nummer een en twee met 14,5 punt terwijl Viswanathan Anand met 13,5 punt derde werd.

## 2005
Van 19 t/m 31 maart 2005 werd het Ambertoernooi voor de veertiende keer gehouden, er waren twaalf deelnemers. De uitslag van de gecombineerde toernooien rapidschaak en blindschaak luidt als volgt:

1. Viswanathan Anand 15,5; 2. Aleksandr Morozevitsj 13; 3/4. Vasyl Ivantsjoek, Péter Lékó 12; 5. Vladimir Kramnik 11,5; 6/7/8. Aleksej Sjirov, Peter Svidler, Veselin Topalov 11; 9. Boris Gelfand 10; 10. Francisco Vallejo Pons 9,5; 11. Jevgeni Barejev 8; 12. Loek van Wely 7,5.

Het prijzengeld bedroeg ruim $ 190.000.